# Ernst Wilimowski
Ernst Wilimowski, nascut Ernst Otto Prandella, (Kattowitz, 23 de juny de 1916 - Karlsruhe, 30 d'agost de 1997) fou un futbolista polonès, posteriorment nacionalitzat alemany, de les dècades de 1930 i 1940.

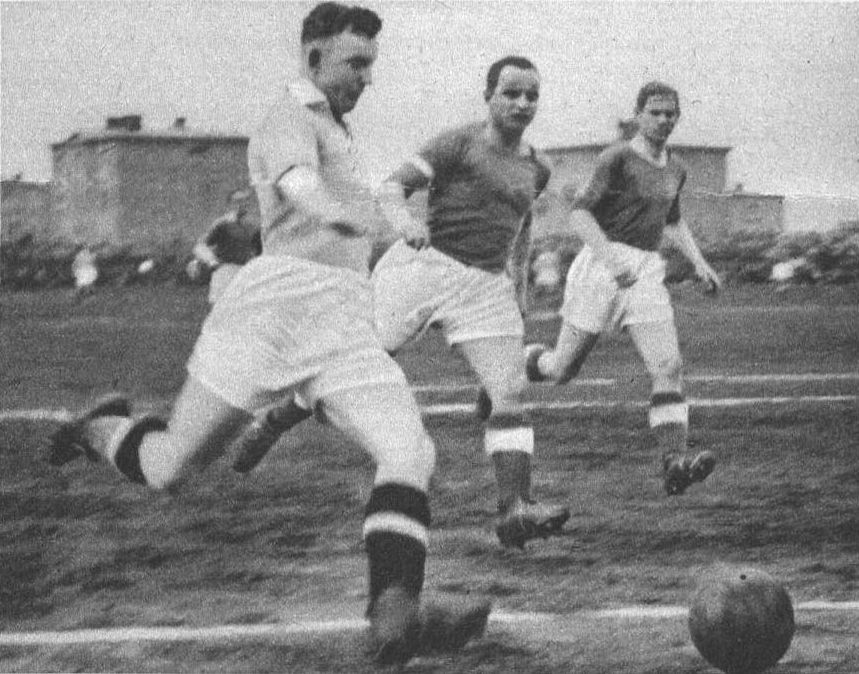
Wilimowski (de front amb la pilota) el 1937 en el partit Ruch Chorzów vs Warta Poznań.

És un dels millors golejadors polonesos de la història, amb 1.175 gols marcats, 554 oficials.
Durant la seva etapa polonesa jugà al Ruch Chorzów i al 1. FC Kattowitz. Fou internacional amb la selecció de Polònia, en la qual marcà 21 gols en 22 partits, i disputà el Mundial de 1938. Fou el primer jugador en marcar quatre gols en un partit a un partit d'un Mundial.
A partir de la Segona Guerra Mundial passà a Alemanya, on jugà als clubs Polizei-Sportverein Chemnitz (1940-1942), TSV 1860 München (1942-1944), on guanya la copa alemanya el 1942. Durant aquests anys disputà vuit partits amb la selecció alemanya.
Després de la guerra no li fou permès retornar a Polònia, romanent a Alemanya, on jugà als clubs SG Chemnitz-West, BC Augsburg, Offenburger FV, Singen 04 i VfR Kaiserslautern.

## Palmarès
Ruch Chorzów
- Lliga polonesa:
  - 1934, 1935, 1936, 1938, 1939

TSV 1860 München
- Copa alemanya:
  - 1942

Individual
- Màxim golejador de la lliga polonesa de futbol:
  - 1934, 1936, 1939